# Limifossor fratula
Limifossor fratula is een schildvoetigensoort uit de familie van de Limifossoridae. De wetenschappelijke naam van de soort is voor het eerst geldig gepubliceerd in 1911 door Heath.